# Estación Paso del Rey
Paso del Rey es una estación ferroviaria ubicada en el centro de la ciudad homónima, Partido de Moreno, Provincia de Buenos Aires, y perteneciente al Gran Buenos Aires, Argentina.

## Servicios
Forma parte de la Línea Sarmiento, se encuentra a unos 34 kilómetros aprox. de la estación Once. Está ubicada en la Avenida Rivadavia, esquinas calle SG de Córdova y calle 25 de Mayo
Es un centro de transferencia intermedio del servicio que se presta entre las estaciones Once y Moreno. Posee dos andenes enfrentados.

## Historia
La estación se inauguró el 15 de diciembre de 1938, día que además se toma como fecha fundacional de la ciudad.

### El Viejo Matías
El viejo Matías duerme en cualquier parte,
un fantasma errante le toca la piel.
Pero cuando llueve sus despojos buscan
la estación de chapas de Paso del Rey.
Víctor Heredia, El viejo Matías.

En 1970 el cantautor argentino Víctor Heredia compuso una canción referida a un conocido personaje del pueblo de Paso del Rey; el viejo Matías, un inmigrante italiano traumatizado por los sucesos de la guerra en Europa y que vivía en la estación misma. Las refacciones realizadas en la estación ferroviaria, sin contemplar su valor cultural, han eliminado para siempre cualquier reminiscencia de la antigua "estación de chapas de Paso del Rey" donde el viejo que inspira a Heredia andaba.

## Galería de fotos

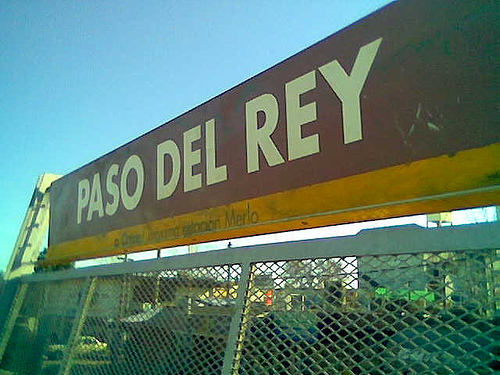
Nomenclador en el año 2007.
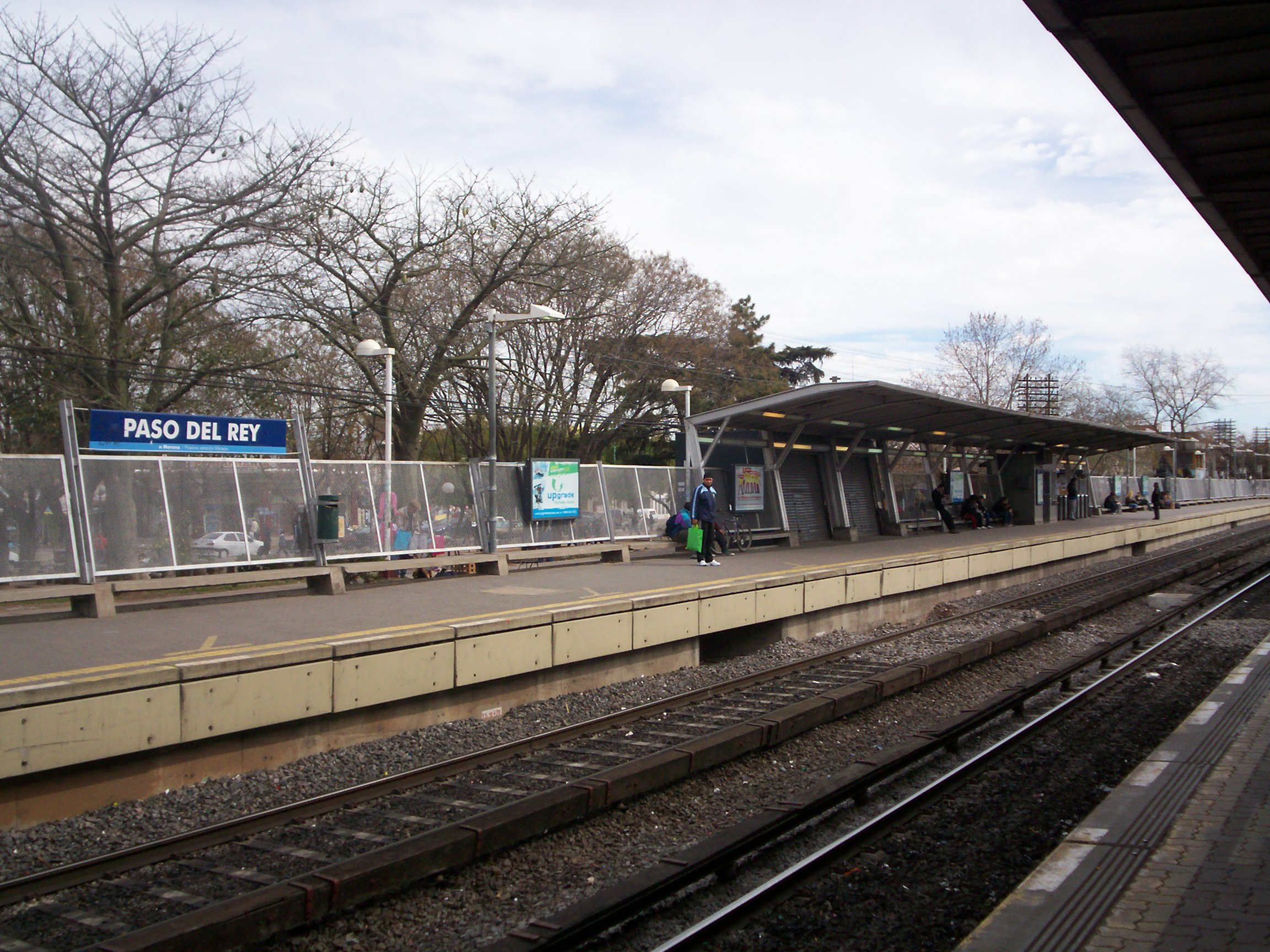
Vista del andén.
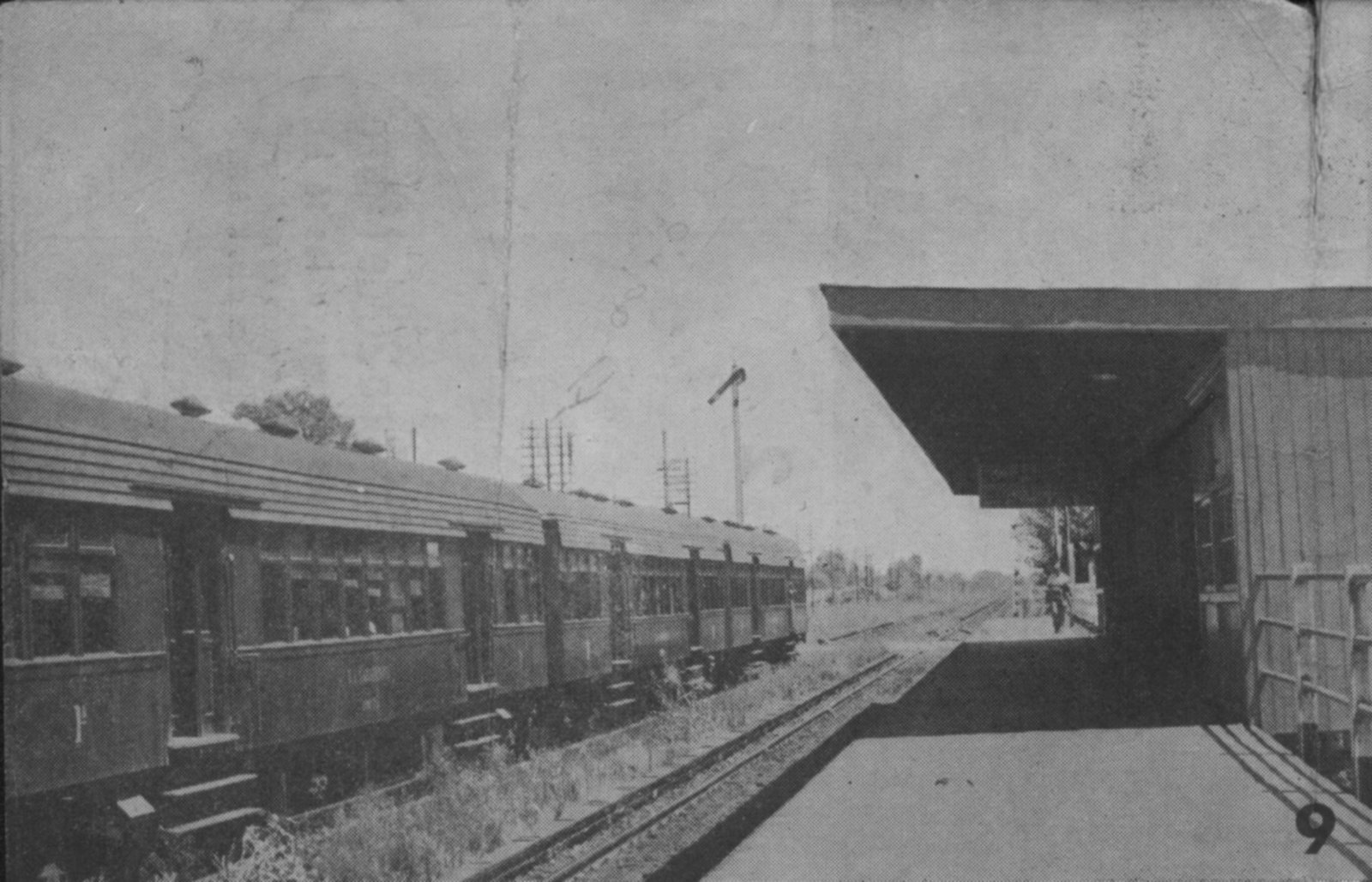
La estación en la década del 40.
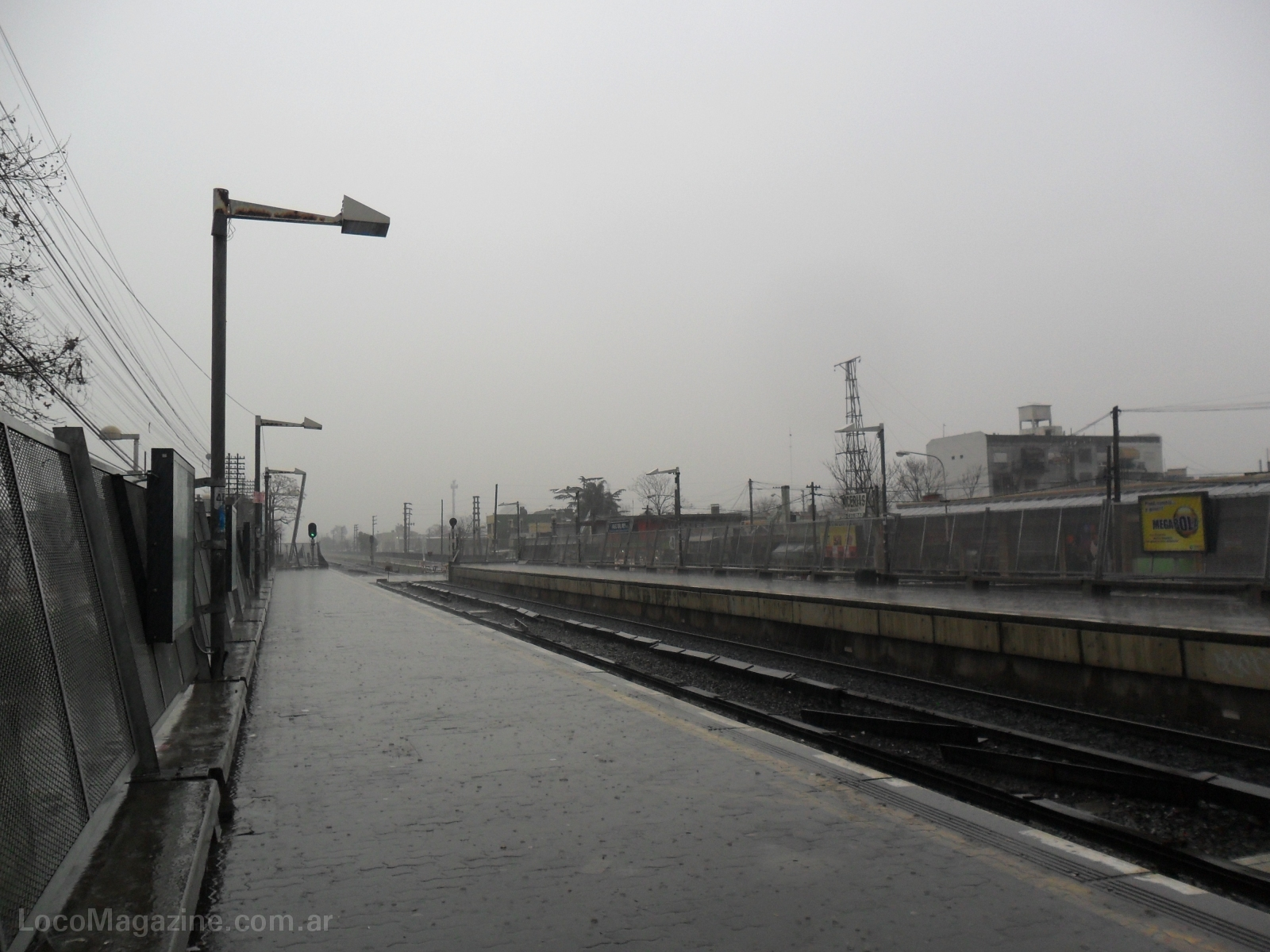
La estación en el año 2013.